# Бава Меция
Бава Меция, также Бава Мециа, Баба Меция, Баба Мциа, арам. בבא מציעא, bava metsi’a, букв. «средние ворота», — трактат в Мишне, Тосефте, Вавилонском и Иерусалимском Талмуде, второй в разделе Незикин («Ущербы»). Трактат посвящён преимущественно вопросам совершения сделок, то есть особенностям установления и перехода прав на собственность, а также ответственности личности за чужую собственность, взятую на хранение или использование.

## Название трактата
Название трактата «средние ворота» означает то, что он является второй из трёх — то есть «средней» частью изначально существовавшего трактата Мишны «Незикин» («Ущербы»), посвящённого еврейскому гражданскому праву. Этот трактат был разбит на три части (евр. «баба»; «бава») для удобства изучения, вследствие своего большого объёма. При разбивке на части учитывалась в первую очередь не тематика, а стремление сделать эти части равными, в результате последняя глава Мишны и две последние главы Тосефты Бава Меция тематически относятся к следующему трактату, «Бава Батра», в котором рассматриваются вопросы о праве собственности.

## Предмет рассмотрения
В законе Моисея вопросам гражданского права уделяется достаточно большое внимание. В трактате «Бава Меция» подробному рассмотрению подвергаются заповеди, регламентирующие условия совершения сделок:

### О находке
Когда увидишь вола брата твоего или овцу его заблудившихся, не оставляй их, но возврати их брату твоему; если же не близко будет к тебе брат твой, или ты не знаешь его, то прибери их в дом свой, и пусть они будут у тебя, доколе брат твой не будет искать их, и тогда возврати ему их; так поступай и с ослом его, так поступай с одеждой его, так поступай со всякою потерянною [вещью] брата твоего, которая будет им потеряна и которую ты найдешь; нельзя тебе уклоняться [от сего].
Когда увидишь осла брата твоего или вола его упадших на пути, не оставляй их, но подними их с ним вместе.
— Втор. 22:1—4

### О передаче на хранение
Если кто отдаст ближнему на сохранение серебро или вещи, и они украдены будут из дома его, то, если найдется вор, пусть он заплатит вдвое; а если не найдется вор, пусть хозяин дома придет пред судей [и поклянется], что не простер руки своей на собственность ближнего своего.
О всякой вещи спорной, о воле, об осле, об овце, об одежде, о всякой вещи потерянной, о которой кто-нибудь скажет, что она его, дело обоих должно быть доведено до судей: кого обвинят судьи, тот заплатит ближнему своему вдвое.
Если кто отдаст ближнему своему осла, или вола, или овцу, или какой другой скот на сбережение, а он умрет, или будет поврежден, или уведен, так что никто сего не увидит, — клятва пред Господом да будет между обоими в том, что [взявший] не простер руки своей на собственность ближнего своего; и хозяин должен принять, а [тот] не будет платить; а если украден будет у него, то должен заплатить хозяину его; если же будет [зверем] растерзан, то пусть в доказательство представит растерзанное: за растерзанное он не платит.
— Исх. 22:7—13

### О купле-продаже
Если будешь продавать что ближнему твоему, или будешь покупать что у ближнего твоего, не обижайте друг друга.
— Лев. 25:14
И также:

Когда поселится пришлец в земле вашей, не притесняйте его.
— Лев. 19:33

### О предоставлении средств в рост
Если брат твой обеднеет и придет в упадок у тебя, то поддержи его, пришлец ли он, или поселенец, чтоб он жил с тобою; не бери от него роста и прибыли и бойся Бога твоего; [Я Господь,] чтоб жил брат твой с тобою; серебра твоего не отдавай ему в рост и хлеба твоего не отдавай ему для [получения] прибыли.
— Лев. 25:35—37

Не отдавай в рост брату твоему ни серебра, ни хлеба, ни чего-либо другого, что можно отдавать в рост; иноземцу отдавай в рост, а брату твоему не отдавай в рост, чтобы Господь Бог твой благословил тебя во всем, что делается руками твоими, на земле, в которую ты идешь, чтобы овладеть ею.
— Втор. 23:19, 20

### О найме работников
Не обижай наемника, бедного и нищего, из братьев твоих или из пришельцев твоих, которые в земле твоей, в жилищах твоих; в тот же день отдай плату его, чтобы солнце не зашло прежде того, ибо он беден, и ждет ее душа его; чтоб он не возопил на тебя к Господу, и не было на тебе греха.
— Втор. 24:14, 15
Также:

Когда войдешь в виноградник ближнего твоего, можешь есть ягоды досыта, сколько хочет душа твоя, а в сосуд твой не клади.
Когда придешь на жатву ближнего твоего, срывай колосья руками твоими, но серпа не заноси на жатву ближнего твоего.
— Втор. 23:24—55
По толкованию раввинов эта заповедь относится к наёмным работникам. Сюда же можно отнести заповедь об отношении к животным: «Не заграждай рта волу, когда он молотит», Втор. 25:4.

### О займе, аренде
Если кто займет у ближнего своего скот, и он будет поврежден, или умрет, а хозяина его не было при нем, то должен заплатить; если же хозяин его был при нем, то не должен платить; если он взят был в наймы за деньги, то пусть и пойдет за ту цену.
— Исх. 22:14, 15

Никто не должен брать в залог верхнего и нижнего жернова, ибо таковой берет в залог душу.
— Втор. 24:14, 15

Если ты ближнему твоему дашь что-нибудь взаймы, то не ходи к нему в дом, чтобы взять у него залог, постой на улице, а тот, которому ты дал взаймы, вынесет тебе залог свой на улицу; если же он будет человек бедный, то ты не ложись спать, имея [у себя] залог его: возврати ему залог при захождении солнца, чтоб он лег спать в одежде своей и благословил тебя, — и тебе поставится сие в праведность пред Господом Богом твоим… и у вдовы не бери одежды в залог.
— Втор. 24:10—13, 17

### Учение о сделках в Мишне
Всё разнообразие рассмотренных в трактате сделок Мишна сводит к четырём типам сделки хранения (подобно тому, как в трактате «Бава Кама» к четырём типам сводятся все варианты неумышленного ущерба). Мишна 7:8 описывает четыре типа хранителей: хранитель бесплатный (שומר חנם), одолжатель (השואל), хранитель платный (נושא שכר), наниматель (השוכר). Таким образом, выделяется: бесплатное хранение, хранение за плату, заём (бесплатный), наём (платный). Разница между ними в ответственности хранителя за утрату и повреждение предмета хранения: одолжатель отвечает за всё; бесплатный хранитель свободен от ответственности, если явно не нарушал условий хранения; платный хранитель и наниматель отвечают за кражу и пропажу предмета. В каждой сделке усматриваются признаки одного из этих четырёх типов:
- Находка: нашедший исполняет функцию хранителя по отношению к находке.
- Купля-продажа: продавец, получив деньги, становится их хранителем до момента принятия товара покупателем; получив товар, покупатель, становится его хранителем, пока не истечёт срок возврата товара.
- Ремесленник является хранителем изделия, которое он делает для заказчика.
- Наём рабочих и аренда рассматриваются как подвиды найма.
- Ростовщичество — это незаконное взимание платы за заём.
- Залогодержатель является хранителем залога.

## Содержание
Трактат «Бава Меция» в Мишне содержит 10 глав и 101 параграф.
Глава первая содержит законы, связанные с установлением прав на находку; а также перечень документов, которые, по мнению раввинов, будучи найденными не подлежат возврату (дарственные, завещания, геты и т. п.), так как предполагается, что составитель документа решил их выбросить, передумал приводить их в исполнение.
Глава вторая определяет правила возврата находок. Если находка не обладает индивидуальными признаками, по которым потерявший может её описать, то она возврату не подлежит и переходит в собственность нашедшего. В главе приводятся признаки находок, которые не являются потерянными, но оставленными с намерением вернуться и забрать: такие находки трогать нельзя. Также обсуждается порядок объявления о находках и хранения находок.
Глава третья содержит законы о передаче имущества на хранение: когда хранитель обязан возместить ущерб за пропажу или повреждение имущества, а когда он свободен от ответственности.
Глава четвёртая содержит законы о сделке купли-продажи: порядок совершения, допустимая наценка, срок возврата товара, правила честной торговли.
Глава пятая определяет признаки сделок, подпадающих под запрет ростовщичества.
Глава шестая содержит законы о найме рабочих, ремесленников и скота; рассматриваются вопросы, связанные с нарушениями условий сделки.
Глава седьмая рассматривает вопросы о правах наёмных работников и об обстоятельствах, освобождающих платного хранителя от ответственности.
Глава восьмая содержит законы о сдаче внаём скота и дома.
Глава девятая содержит законы об аренде сельскохозяйственных угодий, об оплате труда наёмных работников, о залогах.
Глава десятая рассматривает отношения собственников недвижимости, владения которых находятся одно над другим.

## Интересные факты
Мишна 4:10 запрещает спрашивать у продавца на рынке цену товара без желания купить, также запрещается напоминать прозелиту о его происхождении — всё это «обида» (אונאה).
Тосефта 4:3 разрешает уступку долга со скидкой, не признавая это ростом, что, однако, позволяет обойти запрет выдачи займа под проценты. Для этого заёмщику и кредитору нужен посредник. Заёмщик обменивается с посредником долговыми расписками на одну и ту же сумму, затем кредитор выкупает у заёмщика расписку со скидкой. По истечении срока займа посредник погашает свою расписку распиской заёмщика, которую кредитор и предъявляет к исполнению.
Бава Меция 32б содержит предписание относиться милосердно к животным (ивр. צער בעלי חיים‎, «цаар баалей хаим»). Это выражение стало одним из лозунгов израильских защитников живой природы, а также названием израильской благотворительной организации, которая выступает за помощь бездомным городским животным.
Бава Меция 38б содержит насмешку над вавилонскими законоучителями, которые очень скрупулёзно рассматривали законы, стараясь предусмотреть самые невероятные случаи. В ответ на одно из таких высказываний следует ответ: «Верно, ты из Пумбедиты, у вас принято проводить слона через игольное ушко».